# Soyuz 9
Soyuz 9 (em russo:  Союз 9, União 9) foi uma missão preparatória do programa espacial soviético Soyuz para o início do programa Salyut, a primeira estação espacial do mundo, colocada em órbita pela URSS em abril de 1971, e que investigou os efeitos da longa duração da falta de gravidade sobre a tripulação, avaliando o tipo e carga de trabalho que os cosmonautas poderiam  vir a fazer no espaço individualmente ou em equipe.
A missão também foi caracterizada por ser o primeiro lançamento noturno de uma nave tripulada da era espacial.

## Tripulação
| Posição           | Cosmonauta         |
| ----------------- | ------------------ |
| Comandante        | Andrian Nikolayev  |
| Engenheiro de voo | Vitali Sevastyanov |

## Parâmetros da missão
- Massa: 6590 kg
- Perigeu: 176 km
- Apogeu: 227 km
- Inclinação: 51.6°
- Período orbital: 88.5 min

## Missão
O comandante Andrian Nikolayev, o engenheiro de voo Vitali Sevastyanov e  o médico Igor Volk passaram dezoito dias em órbita realizando várias experiências psicológicas e biomédicas neles próprios, e investigando as implicações sociais de um voo espacial prolongado. Eles passaram o tempo conversando pela televisão com suas famílias, assistiram a jogos da Copa do Mundo do México, jogaram xadrez com o controle de terra e votaram nas eleições soviéticas.
Esta missão quebrou o recorde de permanência de humanos no espaço da época e mostrou a capacidade de viver e trabalhar na falta de gravidade por um longo período. No retorno, entretanto, foi constatada uma fraqueza geral na tripulação, que precisou de dez dias para recuperar as energias. Quando estavam em órbita, eles sacrificaram boa parte de seus exercícios físicos programados, para se dedicar aos trabalhos científicos e as reações de seus corpos à prolongada falta de peso enfatizaram a importância de exercícios regulares na falta de gravidade. No penúltimo dia da missão, Sevastyanov sentiu dores de cabeça, coube a Volk iniciar e indicar uma aspirina de uso apropriado. No retorno, os cosmonautas estavam fisicamente fracos, com Sevastyanov mal conseguindo subir pela escotilha.